# Colloredo szerenád
A D-dúr szerenád, avagy Colloredo szerenád (K. 203 (K. 189b) Wolfgang Amadeus Mozart műve.
A mű öttételes:
1. Andante maestoso – Allegro assai
2. Menuetto
3. Andante cantabile
4. Menuetto
5. Prestissimo

A kompozíció 1774 nyarán készült, feltehetően Colloredo érsek nevenapjára. A K. 185-ös szerenádhoz hasonlóan ez is tartalmaz három koncertáló tételt, amelyeket külön előadási darabnak is szoktak tekinteni.
Mint amaz, ez is Joseph Haydn hatásáról tanúskodik, a mű lassú indítása határozottan a nemrég megismert Haydn-szimfóniák bevezetésére utal. Ezt ugyan a tétel gyors főrésze során nem idézi fel újból Mozart, de visszaemlékezik rá – legalábbis ritmusára – a lassú tétel kezdetén. A tétel, amelynek variációs szerkezete is Haydn hatását mutatja, a fiatal Mozart „gáláns” hangjának elbűvölő megnyilatkozása.